# Мисанс, Элвис
Э́лвис Ми́санс (латыш. Elvijs Misāns; 8 апреля 1989, Сигулда) — латвийский легкоатлет.

## Карьера
В 2006 году на юниорском чемпионате мира Элвис выступал на дистанции 200 метров. В 2011 и 2013 годах Мисанс принимал участие в чемпионате Европы в помещении. В 2011 в тройном прыжке он не смог преодолеть квалификацию, в 2013 в прыжках в длину в финале стал 8-м.

## Личная жизнь
В настоящее время является студентом Латвийского университета.